# Flora mitologica
(Johann Heinrich Dierbach, Flora mitologica, 1833)
Flora mitologica è un'opera di Johann Heinrich Dierbach pubblicata nel 1833.

## Descrizione
L'autore prende in esame molte delle piante che compaiono nella mitologia greca e romana. In questo contesto ogni albero, arbusto, pianta, fiore, è investito di un significato simbolico che nel libro è indagato con scrupolo, come pure il legame tra il regno vegetale ed i protagonisti delle antiche leggende.
Ogni pianta è accompagnata da una breve descrizione botanica, e viene esaminata valutando l'uso che se ne faceva presso le antiche popolazioni , nei riti, nelle feste, nella medicina, in tavola, ecc. Le fonti principali da cui l'autore attinge informazioni appartengono quasi tutte alla letteratura greca e latina;
Virgilio, Ovidio, Plinio, Columella, Dioscoride, sono solo alcuni degli autori che con le loro opere hanno ispirato il saggio di Dierbach. Nondimeno occorre rilevare come nel libro emergano chiaramente alcuni modelli che hanno nutrito l'attività letteraria del botanico tedesco; per quanto riguarda il simbolismo che adombrano alcune piante egli si riferisce in molte occasioni alla monumentale opera di Friedrich Creuzer, laddove per altri aspetti inerenti alla storia della botanica e della medicina riprese invece l'attività del collega Kurt Sprengel, o si avvalse, soprattutto per le specie orientali, dell'esperienza maturata sul campo da Tournefort.

## Piante esaminate
Alcune delle piante trattate nel libro sono: la quercia ,il pioppo, il salice, l'olmo, il platano, il frassino, l'olivo, la palma, la timelea tricocca, la ximenia egiziana, il pino, il cipresso, il salice, il tasso, la tamerice, il lauro, il mirto,l'edera, la ninfea, il giglio, il giacinto, la rosa, la mandragora, il melo, il pero, il noce, il melograno, il mandorlo.

## Edizioni
- Johann Heinrich Dierbach, Flora mitologica, 2014, ISBN 9786050342932.